# Tripogon rupestris
Tripogon rupestris är en gräsart som beskrevs av Sylvia Mabel Phillips och Shou Liang Chen. Tripogon rupestris ingår i släktet Tripogon och familjen gräs. Inga underarter finns listade i Catalogue of Life.